# HMS Theseus (1944)
De HMS Theseus was een vliegdekschip behorende tot de Colossusklasse. Het schip werd op 9 februari 1946 aangesteld bij de Royal Navy. Ze deed dienst als trainingsschip tot het uitbreken van de Koreaanse Oorlog.

## Ontwerp

### Scheepsvorm
De totale lengte van HMS Theseus was 212 meter. Het vliegdek was 210 meter, de breedte was 24 meter en de diepteligging 5,65 meter. Het vliegdek had een oppervlakte van zo'n 5.000m². Het schip had een waterverplaatsing van 13.200 ton bij een normale belading, maar bij een zware belading werd dit 18.000 ton en de diepteligging 7.09 meter. Het schip had een enkel eiland, dat zich aan de stuurboordzijde van het schip bevond.

### Aandrijving
De aandrijving was verdeeld over twee machinekamers. In beide machinekamers stond een stoomturbine en twee 3-drum ketels. Deze machines voorzagen het schip van een kracht van zo'n 30.000 kilowatt, waarmee een maximumsnelheid van 25 knopen (46 km/h) gehaald kon worden. Als het schip een kruissnelheid van 14 knopen (~26 km/h) aanhield, kon het 22.000 kilometer afleggen.

### Bewapening

#### Verdediging
Het schip verdedigde zichzelf oorspronkelijk met zes maal 4-loops 2 pounder luchtafweergeschut en 16 keer dubbelloops 20 mm Oerlikon geschut. Dit werd al snel veranderd naar 40 mm bofors.

#### Airwing
De primaire bewapening van een vliegdekschip is de Airwing. De Airwing van HMS Theseus bestond uit F4U Corsairs en Hawker Sea Furies. Op missis werden vaak helikopters meegestuurd voor eventuele evacuatie- en reddingsmissies.

## Dienst

### Koreaanse Oorlog
HMS Theseus was zéér actief tijdens de Koreaanse Oorlog. In 1950 werd het schip naar Korea gestuurd, waarna het tijdens haar eerste patrouille standaard vliegdekschip taken uitvoerde, zoals het beschieten van vijandelijke fortificaties en het vernietigen van infrastructuur rondom Namp'o.
Tijdens haar tweede patrouille werden er voornamelijk luchtpatrouilles uitgevoerd, omdat volledig bewapende vliegtuigen, door het gewicht van raketten en bommen, niet konden opstijgen door een kapotte katapult. 
Tijdens haar derde patrouille maakte HMS Theseus deel uit van de zogeheten "Commonwealth taskforce". Met dit eskader voerde zij succesvol bombardementen uit op infrastructuur, zoals wegen en bruggen. Ook werden er veel aanvallen uitgevoerd op Noord-Koreaanse troepen.
Tijdens haar vierde patrouille, die mid-december 1950 begon, vernietigde vliegtuig van het schip een groot aantal gepantserde en niet gepantserde voertuigen. Daarna werden Chinese troepen een prioriteitsdoel van het vliegdekschip. Tijdens deze patrouille hebben vliegtuigen van HMS Theseus meer dan 1.400 raketten afgevuurd en gezamenlijk 1.630 uur gevlogen. 
Op 5 januari 1951 begon HMS Theseus aan haar vijfde patrouille, waarbij haar voornaamste doel was Amerikanen van het 25th division te ondersteunen, die zuidelijk van Osan opereerde. Tien dagen later genoot HMS Theseus van haar duizendste schade-vrije landing op rij, een bijzondere prestatie voor vliegdekschepen toen der tijd, vooral tijdens oorlogsperioden.
Eind januari 1951 begon HMS Theseus aan haar zesde patrouille.  Op 26 januari crashte een vliegtuig van HMS Theseus in zee . Een ander vliegtuig werd nabij Tongduchon-ni neergeschoten door luchtafweergeschut. De piloot overleefde het ongeluk en werd geëvacueerd door een Amerikaanse helikopter. Op 2 februari klapte een band van een vliegtuig tijdens het landen, waardoor het aantal schade-vrije landingen stopte op 1.463 landingen. 
De zevende patrouille begon slecht, een piloot kwam om het leven door problemen met de bewapening aan boord. Tijdens de zevende patrouille werd veel luchtsteun gegeven aan het Amerikaanse IX Corps, nabij Wonju.
Tijdens de achtste patrouille, die begon op 4 maart 1951, werden patrouilles over Kuhsa-Sung gevlogen, waardoor vijandelijke troepen op een dwaalspoor werden gebracht en zich klaar gingen maken om een amfibische landing te verijdelen. Tijdens deze patrouille crashte twee vliegtuigen, waardoor één piloot sneuvelde.
Tijdens de negende patrouille werd er veel luchtsteun gegeven. Een vliegtuig werd boven Suwon neergeschoten en er werden veel gebieden verkent. Vliegtuig van HMS Theseus vielen zes vijandelijke vaartuigen aan. 
De tiende patrouille begon 8 april in de Japanse Zee, samen met het Amerikaanse vliegdekschip USS Bataan  en vijf geallieerde torpedobootjagers. Op 10 april werden twee Hawker Sea Furies per ongeluk aangevallen door Amerikaanse F4U Corsairs. Een vliegtuig werd zwaar beschadigd, de ander kon ontsnappen. Twee Britse Sea Furies werden gevraagd om assistentie, op weg naar het gevecht werd één daarvan neergeschoten door luchtafweergeschut. Toen een ander vliegtuig naar deze zocht, werd deze ook uit de lucht geschoten. Beide piloten overleefde de twee ongevallen, maar eentje werd gevangen genomen. Later werden er nog twee vliegtuigen neergeschoten door luchtafweergeschut. Een van de neergeschoten vliegtuigen kwam onder vijandelijk vuur te liggen, waarna de rest van de patrouille luchtsteun moest verlenen en een evacuatie helikopter moest escorteren naar de locatie. Na achtendertig minuten werd de piloot gered.
Op 15 januari was de rol van HMS Theseus vervuld en voerde het schip terug naar Engeland.

### Suezcrisis
In 1956 fungeerde HMS Theseus als commandoschip tijdens de Suezcrisis, samen met zusterschip HMS Ocean (1945). Ook zette het schip grondtroepen af rondom Egypte.

### Verdere dienst
In 1957 werd het schip in reserve gedaan, in 1962 ging het schip uit dienst en werd het gesloopt.